# Diocesi di Frigento
La diocesi di Frigento (in latino Dioecesis Frequentina) è una sede soppressa e sede titolare della Chiesa cattolica.

## Territorio
Al momento della soppressione, la diocesi comprendeva i territori degli odierni comuni di Fontanarosa, Frigento, Gesualdo, Grottaminarda, Luogosano, Mirabella Eclano, Paternopoli, Rocca San Felice, Sant'Angelo all'Esca, San Mango sul Calore, Sturno, Taurasi e Villamaina in provincia di Avellino.
Sede vescovile era la città di Frigento, dove fungeva da cattedrale la chiesa di Santa Maria Assunta e San Marciano.
Nel 1795 la diocesi comprendeva 14 parrocchie.

## Storia
Secondo la tradizione, la diocesi di Frigento sarebbe stata eretta nel V secolo e suo primo vescovo sarebbe stato san Marciano, consacrato da papa Leone I; molti storici e studiosi hanno tuttavia espresso scetticismo sull'attendibilità del racconto della Vita Marciani episcopi, pubblicata per la prima volta da Ferdinando Ughelli nel 1662. La storica Amalia Galdi ritiene che la vita «nei termini attuali è da mettere in relazione con la promozione del culto per Marciano negli anni in cui Frigento veniva elevata a diocesi, contestualmente al suo accresciuto ruolo politico conseguente alla conquista normanna, giacché è probabile che una diocesi di recente istituzione, priva di un suo santorale proprio, recuperi e sostenga la memoria del suo santo più prestigioso, efficace a nobilitare le origini e il passato della neonata fondazione». Gennaro Luongo condivide la tesi della Galdi: Marciano di certo era già venerato a Frigento prima dell'XI secolo, e «non è improbabile che sia stato uno di quei viri Dei che popolarono il suolo italico nei secoli V e VI: la tradizione agiografica successiva ne ha fatto un vescovo fondatore di diocesi».
Sebbene la diocesi sia completamente sconosciuta alle fonti antiche e non sia attestata prima dell'XI secolo, le recenti scoperte archeologiche fanno risalire al V secolo la presenza cristiana a Frigento; la sua chiesa matrice infatti, databile al VII-VIII secolo, ha evidenziato elementi databili all'epoca paleocristiana.
La diocesi frigentina venne eretta nell'XI secolo in concomitanza con l'affermarsi del potere normanno nell'Irpinia, e sostituì l'antica diocesi di Eclano, nota nel Medioevo come Quintodecimo. Di questa precedente diocesi, le ultime informazioni risalgono alla bolla di papa Stefano IX del 1058, con la quale il pontefice confermava all'arcivescovo Udalrico di Benevento le sue suffraganee, tra cui quella di Quintodecimo. Tre anni dopo, nel concilio provinciale celebrato a Benevento nel mese di giugno 1061, erano presenti tutti i vescovi suffraganei beneventani: manca il vescovo di Quintodecimo, mentre appare per la prima volta quello di Frigento. «Anche se nelle fonti manca un nesso esplicito fra l'interruzione della serie vescovile a Quintodecimo e il suo inizio a Frigento, non sembra casuale lo spostamento della diocesi, avvenuto tra il 1058 e il 1061; non vi è dubbio, infatti, che l'importanza assunta da Frigento nel contesto della nuova dislocazione del potere normanno sia stato il motivo che comportò l'istituzione in questo centro della sede vescovile.»
Oltre all'anonimo vescovo documentato nel 1061, sono noti altri vescovi per l'XI e il  XII secolo: Engellino sottoscrisse nel 1080 in qualità di testimone ad un atto di donazione a favore del  monastero della Santissima Trinità di Venosa; Giovanni I prese parte nel 1114 alla cerimonia di donazione delle chiese di Sant'Ermolao e di San Pantaleone di Mirabella all'abbazia di Cava; altri diplomi dell'abbazia di Cava documentano l'esistenza nel 1142 e nel 1145 di un secondo vescovo di nome Giovanni, forse il medesimo del 1114; segue il vescovo Giacinto, che partecipò al concilio lateranense del 1179 e che probabilmente si deve identificare con l'anonimo vescovo frigentino che fu presente alla consacrazione della nuova chiesa di Montevergine nel 1182.
Il 9 maggio 1466, in forza della bolla Ex supernae maiestatis di papa Paolo II, il vescovo di Frigento Giovanni Battista di Ventura fu nominato anche vescovo di Avellino e le due sedi furono unite aeque principaliter. L'unione si rese indispensabile per la povertà delle rendite vescovili e la scarsità di abitanti della diocesi di Frigento. I pontefici tuttavia in due occasioni, nel 1510 e nel 1520, accettarono le dimissioni dei vescovi dalla sede di Avellino per mantenere unicamente quella di Frigento. A partire dal 1529, con il vescovo Silvio Messaglia, l'unione divenne definitiva fino all'Ottocento
Dalla relazione redatta dal vescovo Sebastiano de Rosa per la visita ad limina del 1795 si ricava che la diocesi di Frigento comprendeva dodici centri abitati per un totale di 14 parrocchie; la cattedrale, restaurata nel 1747, aveva 10 canonici, di cui 3 dignità, l'arcidiacono, l'arciprete curato e il primicerio.
In osservanza del concordato tra la Santa Sede e il regno di Napoli, la diocesi di Frigento fu soppressa il 27 giugno 1818 con la bolla De utiliori di papa Pio VII e il suo territorio annesso a quello della diocesi di Avellino. Con le modifiche territoriali effettuate nel 1998, la maggior parte del territorio dell'antica diocesi è stato accorpato a quello dell'arcidiocesi di Sant'Angelo dei Lombardi-Conza-Nusco-Bisaccia.
Dal 1970 Frigento è annoverata tra le sedi vescovili titolari della Chiesa cattolica; dal 24 febbraio 2012 il vescovo titolare è Dominik Schwaderlapp, vescovo ausiliare di Colonia.

## Cronotassi

### Vescovi
- Anonimo † (menzionato nel 1061)[10]
- Engellino † (menzionato nel 1080)[11]
- Giovanni I † (menzionato nel 1114)[12]
- Anonimo † (menzionato nel 1119)[13]
- Giovanni II † (prima del 1142 - dopo il 1145)
- Giacinto † (documentato dal 1170 al 1179)[14]
- Anonimo † (documentato dal 1180 al 1182)[14]
- Agapito † (documentato dal 1189 al 1197)[14]
- Martino † (XII secolo)[15]
- Anonimo † (menzionato nel 1215)[14]
  - Giovanni III † (documentato dal 1234 al 1239) (vescovo eletto)[16]
- Giovanni IV † (1239 - 1252 deceduto)[17]
- Giovanni V † (dopo l'8 settembre 1252 - prima di novembre 1254 deceduto)[18]
- Jacopo di Acquaputrida † (3 novembre 1254 - 4 febbraio 1256 esiliato)[18]
- B. † (documentato nel 1256 e nel 1257)[14]
- I. † (menzionato nel 1261)[14]
- Gentile † (prima del 1295 - circa 1306 deceduto)[14]
- Ruggero d'Arminio Monforte † (18 aprile 1307 - prima di agosto 1319 deceduto)
  - Sede vacante (circa 1319-1334)
- Nicola † (circa 1334 - ?)
- Pietro † (24 gennaio 1343 - ?)
- Cristiano † (1348 - 1348 deceduto)
- Eustazio Nicola di Riccia, O.E.S.A. † (10 dicembre 1348 - 1369 deceduto)
- Jacopo † (16 gennaio 1370 - ?)
- Nicola di Sorrento † (menzionato nel 1374 ?)
- Marciano o Martino † (circa 1398 - 1405 deceduto)
- Giovanni Caracciolo † (27 aprile 1405 - 1424 deceduto)
- Gaspare de Rossi, O.S.B. † (16 agosto 1424 - 1455 deceduto)
- Giovanni Battista di Ventura † (12 settembre 1455 - 9 maggio 1466 nominato vescovo di Avellino e Frigento)
  - Sede unita aeque principaliter ad Avellino (1466-1510)
- Gabriele Setario † (11 gennaio 1510 - 1510 deceduto)
  - Sede unita aeque principaliter ad Avellino (1510-1520)
- Arcangelo Madrignano † (28 marzo 1520 - 1529 deceduto)
  - Sede unita aeque principaliter ad Avellino (1529-1818)

### Vescovi titolari
- Angelo Fausto Vallainc † (4 luglio 1970 - 7 ottobre 1975 nominato vescovo di Alba)
- Enrico Assi † (7 dicembre 1975 - 26 maggio 1983 nominato vescovo di Cremona)
- Joseph Candolfi † (1º giugno 1983 - 7 agosto 2011 deceduto)
- Dominik Schwaderlapp, dal 24 febbraio 2012